# پاپ روستای گرینویچ
پاپ روستای گرینویچ (انگلیسی: The Pope of Greenwich Village) فیلمی در ژانر سرقت، جنایی و کمدی-درام به کارگردانی استوارت روزنبرگ است که در سال ۱۹۸۴ منتشر شد.

## خلاصه فیلم
چارلی و پسرعموی مزاحمش پائولی تصمیم می‌گیرند مبلغ ۱۵۰٬۰۰۰ دلار را بدزدند که بعداً سر جایش قرار دهند.اما پس از دزدی دردسر بزرگی برایشان درست می‌شود و با یک باند مافیایی درمی‌افتند...

## بازیگران
- میکی رورک
- اریک رابرتس
- داریل هانا
- جرالدین پیج
- کنت مک‌میلان
- برت یانگ
- جک کهو
- ام امت والش
- تونی موسانته
- فیلیپ بوسکو
- وال آوری
- تونی لیپ